# 枯柏小煤炱
枯柏小煤炱（学名：Meliola kuprensis）是属于小煤炱目小煤炱科小煤炱属的一种真菌，寄生在番荔枝科植物上。该种分布于中国、塞拉利昂。